# Natalia Millán
Pour les articles homonymes, voir Millan.
 (juin 2025).
Si vous disposez d'ouvrages ou d'articles de référence ou si vous connaissez des sites web de qualité traitant du thème abordé ici, merci de compléter l'article en donnant les références utiles à sa vérifiabilité et en les liant à la section « Notes et références ».
Natalia Millan est une actrice espagnole, née le 27 novembre 1969 à Madrid (Espagne).

## Biographie
Elle interprète Adela Ramos dans la série Un, dos, tres.
Elle est considérée comme une des actrices espagnoles les plus universelles par sa formation dans le monde de la scène mais aussi par la danse et la chanson.
Elle a commencé à prendre des cours d'interprétation à l'âge de 16 ans.
À l'adolescence, elle est fascinée par tout ce qui se rapporte à la musique et adore la façon de travailler des américains. Elle désire de plus en plus devenir actrice et continue d'étudier l'anglais et le latin en même temps que l'interprétation. Elle souhaitait aussi étudier la chanson et la danse, ce qu'elle trouvait être "un monde magique".
Natalia fit plusieurs petits travaux en tant que danseuse et/ou chanteuse puis revint dans le monde de l'interprétation. Elle a joué pendant quatre saisons dans la série espagnole El super (du 6 septembre 1996 au 31 décembre 1999). Elle dit avoir découvert une nouvelle dimension où elle pouvait communiquer ses sensations d'une autre façon, plus intense et avec bien plus d'intimité. Cette série où elle incarnait Julia Ponce lui a énormément appris en tant qu'actrice. En travaillant dans ce qui est superbe, on lui a proposé de chanter à la fin de la série, dans la seconde saison, ce qu'elle a accepté ravie ou plutôt enchantée.
C'est elle qui a composé les paroles de la chanson Caras opuestas (ce qui n'est autre que le final).
Elle consolide sa trajectoire sur les scènes espagnoles de la Compagnie théâtre de la danse intitulée la pasion de Dracula de 1990 à 1991.
Elle présente et intervient dans plusieurs groupes de danse, pièces de théâtre ou programmes télévisés et collabore avec Luis Eduardo Aute dans quelques-uns de ses travaux musicaux.
En 2014, Natalia rejoint le casting de la série Velvet sur Antena 3 qui dépasse les quatre millions de téléspectateurs par semaine en faisant l'une des séries préférées des espagnols. La fiction est diffusée en France sur Téva .
Elle rejoint ensuite le casting d'une nouvelle série sur TVE, El Ministerio del Tiempo (Le Ministère du temps) qui mélange histoire et science fiction.

## Filmographie
- Un, dos, tres : Nouvelle génération (1 épisode, 2023) : Adela Ramos
- El Ministerio del Tiempo (2015[3])
- Velvet (2014[2]) : doña Gloria (belle-mère de Don Alberto et mère de Dona Patricia)
- Amar en tiempos revueltos (saison 7, 2011)
- Un, dos, tres (saisons 1 à 4, 2002-2003) : Adela Ramos, professeur de danse classique
- Salvaje
- Nubes de verano
- Ataco a las tres y media
- Spectre (Regreso A Moira) de Mateo Gil
- El Internado : Elsa Fernández Campos
- Valeria (série) : la mère de Victor

## Autres
- Cabaret (comédie musicale) : Sally Bowles
- Chicago (comédie musicale) : Velma

## Théâtre
- Cinco horas con Mario (au Théâtre Arlequín de Madrid, 2012)